# Gagrella atrata
Gagrella atrata is een hooiwagen uit de familie Sclerosomatidae.